# Tipula (Acutipula) natalia
Tipula (Acutipula) natalia is een tweevleugelige uit de familie langpootmuggen (Tipulidae). De soort komt voor in het Afrotropisch gebied.